# 岩尾望
岩尾望（1975年12月19日—），日本男性搞笑藝人。出身於大阪府大阪市東住吉區。搞笑組合足球時間成員，裝傻擔當，搭檔是後藤輝基。所屬經紀公司是吉本興業東京本社旗下的子公司吉本綜合藝能學院。1993年畢業於關西大學。
1995年與金重高志組成「DRESS」組合，1999年3月DRESS解散，1999年4月與同樣是原組合解散的後藤組成新組合「足球時間」。
2002年至2004年連續三年被評選為「吉本醜男排行榜」第一位，並列入殿堂。

## 演出作品

### 電視
- クイズプレゼンバラエティー Qさま!!（朝日電視台）
- 毒舌糾察隊（朝日電視台）
- 男女糾察隊（朝日電視台）
- 我的野蠻女友〈第4話〉（TBS電視台）
- 小荳荳電視台〈第5話〉（日本放送協會）
- 東京全力少女〈第1話〉（日本電視台）

## 外部連結
- 岩尾望的X（前Twitter）